# Municipio de Simferópol
El Municipio de Simferópol (en ucraniano: Сімферопольська міська рада, en ruso: Симферопольский городской совет) es un municipio de Ucrania situado en la Crimea. Es una de las 25 regiones de la República Autónoma de Crimea, cuya soberanía está en disputa entre República de Crimea de Rusia y Ucrania.
Se trata de una región ubicada en el centro de Crimea, en ella se encuentra la ciudad de Simferópol centro administrativo y capital de la República.
Se encuentra rodeado del Raión de Simferópol, otra entidad territorial independiente del Municipio.

## Localidades
El territorio del Municipio de Simferopol se divide en tres distritos. En los que hay 4 áreas urbanas y un pueblo.
4 ciudades pequeñas:
- Hresivski
- Aeroflotski
- Komsomolske
- Ahrarne

1 pueblo:
- Bitumne